# Unieście
Unieście [uˈɲeɕt͡ɕe] (tiếng Đức: Nest) là một ngôi làng ven biển thuộc khu hành chính của Gmina Mielno, thuộc quận Koszalin, West Pomeranian Voivodeship, ở phía tây bắc Ba Lan. Nó nằm khoảng 12 kilômét (7 mi) phía tây bắc Koszalin và 137 km (85 mi) về phía đông bắc của thủ đô khu vực Szczecin.
Trước năm 1637, khu vực này là một phần của Duchy of Pomerania. Đối với lịch sử của khu vực, xem Lịch sử của Pomerania.
Unieście có dân số 1.000. Cùng với Mielno, nằm liền kề phía tây, nó phục vụ như một khu nghỉ mát bên bờ biển nổi tiếng. Hai ngôi làng nằm trên một nhổ giữa biển Baltic và hồ Jamno.